# Thomson (rzeka w Queenslandzie)
Thomson (ang. Thomson River) − rzeka w Australii, w południowej części stanu Queensland. Ma 381 km długości. Wypływa na zachodnich stokach Wielkich Gór Wododziałowych, około 100 km na północ od miejscowości Longreach. Płynie głównie w kierunku południowo-zachodnim, przepływając m.in. przez miasta Longreach i Muttaburra. Łączy się od wschodu z rzeką Barcoo, tworząc rzekę Cooper Creek. Została odkryta w 1847 roku przez Edmunda Kennedy'ego i nazwana przez niego na cześć Edwarda Deasa Thomsona, ówczesnego sekretarza kolonii Nowej Południowej Walii. Była również badana przez Augustusa Charlesa Gregory'ego podczas poszukiwań Ludwiga Leichhardta w 1858 oraz przez Williama Landsborougha, który w 1861 roku poszukiwał odkrywców Burke’a i Willsa. Obszar wokół rzeki to głównie tereny hodowli bydła. W pobliżu źródeł, w miejscowości Blantyre, występują pokłady węgla, a w Jundah znajdują się złoża opali. Osadnictwo w regionie rzeki rozpoczęło się w 1862 roku, kiedy sprowadzono nad nią pierwsze stado bydła. Początkowo sądzono, że jest to rzeka Barcoo. Pierwszą gospodarstwem w tym rejonie było Bowen Downs.